# Club Argentino de Mujeres
El Club Argentino de Mujeres fue una de las primeras asociaciones feministas de Argentina fundada por Mercedes Dantas Lacombe en 1921 con el objetivo de que las mujeres tuvieran un lugar donde agruparse, y discutir desde política hasta realizar actividades culturales, bregando por los derechos de la mujer.
Se trató de un grupo en el que abundaban las representantes de la clase media alta y que irradió su influencia a otros grupos de trabajadoras docentes y empleadas.

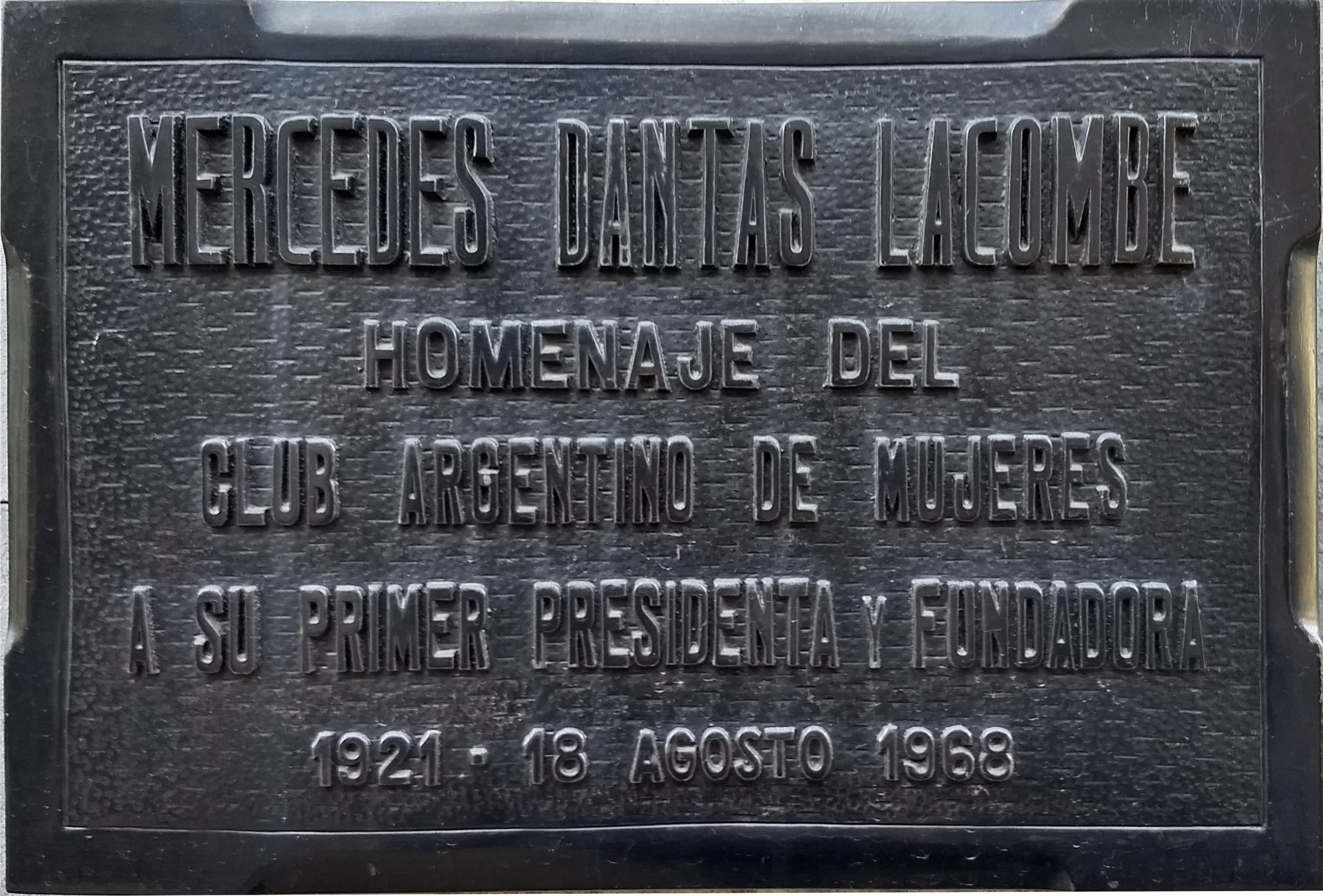
Placa homenaje a Mercedes Dantas Lacombe en su mausoleo en el Cementerio de Recoleta, Buenos Aires, Argentina de parte del Club Argentino de Mujeres por ser su primera presidenta y fundadora.

## Actividades
En diciembre de 1928 y bajo la presidencia de Mercedes Dantas Lacombe, el club auspició el Tercer Congreso Internacional Femenino en la Escuela Superior de Comercio Carlos Pellegrini.
Con fecha 14 de octubre de 1929 y con firma de Dantas Lacombe, remitió nota formal a la Comisión de Asuntos Electorales del Congreso de la Nación Argentina en apoyo a la pronta sanción de un proyecto de ley que pretendía el voto femenino en Argentina (finalmente fue sancionado en 1947).

Sobre el proyecto, se expresaba que
"Encierran sus términos la esencia de una aspiración cuya legitimidad ya no es posible discutir con sinceras y honradas razones, y sí, solo la arbitrariedad puede oponérsele".
En 1930 se distribuían folletos pro voto femenino en el club, que bregaban por que las sufragistas tengan los mismos derechos para votar bajo la Ley Sáenz Peña que los hombres.
Organizó actividades como La Fiesta de la Poesía, en donde con gran concurrencia se presentaron escritoras jóvenes como María Elena Walsh y María Isabel Orlando a recitar sus poemas.
Se le atribuye al apoyo del club sobre sus asociadas el que algunas de ellas hayan logrado irrumpir en ámbitos en los que en esferas públicas se los asociaba estrictamente como espacios masculinos.

## Sede Mar del Plata
El club tenía una sede en Mar del Plata, Buenos Aires, en donde sobre la playa La Perla poseía solarios y una escollera de unos 200 metros de largo que se adentraban en el mar.
Esta residencia que recibía durante el verano a las mujeres que tomaban vacaciones sin compañía de varones, hospedaba también a mujeres con problemas de salud.
Fue en esa misma escollera donde la célebre poetisa argentina Alfonsina Storni se arrojó al mar para suicidarse el 25 de octubre de 1938. Además, el velorio de Alfonsina Storni fue realizado en la sede de Capital Federal del club que quedaba sobre la calle Maipú al 900, lugar donde muchas veces recitó sus poemas ante las asociadas.